# バイブルト
バイブルト（トルコ語: Bayburt）は、トルコ北東部に位置する都市。チョルフ川沿いに築かれた、バイブルト県の県都である。アルメニア語のԲաբերդ（ラテン文字転写：Baberd、berdは「要塞」という意味の接尾辞）が地名の起こりとされる。
かつてはマルコ・ポーロやオスマン帝国の探検家のエヴリヤ・チェレビも訪れたシルクロードの要衝であった。東ローマ帝国時代の城砦が今でも残る。観光スポットとして、数箇所のモスク、トルコ風呂、墓碑、ジャタルジェスメ地下都市、シラカヤラルの滝などがある。

## 公園と自然
青少年公園、マルティル・ヌスレト庭園、ゲンチ・オスマン公園など、多くの公園やオープンスペースが置かれている。植林用の苗木を育てる広さ延べ53万5780平方メートルの「苗木園」もある。チマール洞窟とヘルヴァ・ケイ・ブズ洞窟では珍しい形状の石が見られる。

## 教育
市の中心部に位置するバイブルト大学には工学部、芸術科学部、経営学部などが設けられている。専門学校も何校かある。

## スポーツ
バイブルトを拠点に活動するサッカークラブ、バイブルトスポールは現在トルコ・アマテュルサッカー選手権でプレイしており、国内三部リーグへの昇格に四苦八苦している。かつて1986年から88年にかけては国内二部リーグでプレイしたこともあった。

## 姉妹都市
- ドモ（エチオピア）
- メケレ（エチオピア）
- サフィ（モロッコ）
- モハメディア（モロッコ）
- マクデブルク（ドイツ）
- ルーセラーレ（ベルギー）
- シャーン（リヒテンシュタイン）
- リムリック（アイルランド）
- サラゴサ（スペイン）
- イポー（マレーシア）
- ヴァルナ（ブルガリア）

## 出身有名人
- アグラル・バーバ
- イルサディ・バーバ